# Michael F. Sweeney
Michael F. Sweeney (fl. XIX secolo) è stato un altista statunitense.

## Biografia
Michael F. Sweeney è stato un saltatore in alto statunitense attivo tra fine ottocento e i primi anni del novecento. Da ricordare nella storia come il primo ad inventare il tipo di salto a forbice raggiungendo nel 1895 il record mondiale di 1,97 metri.
Con il primato detenuto sino al 1912, Michael F. Sweeney passa alla storia per aver inventato la prima tecnica per saltare l'ostacolo. La tecnica a forbice oggi non si utilizza più, ma il principio è quello di stendere la schiena e portarla in posizione orizzontale sopra l'asticella.